# كريستيان دياز (لاعب كرة قدم)
كريستيان دياز (بالإسبانية: Cristian Leonel Díaz)‏ (12 مايو 1976 في الأرجنتين - ) هو مدرب كرة قدم ولاعب كرة قدم أرجنتيني في مركز الوسط. لعب مع أرسنال ساراندي وأوليمبو وإنديبندينتي وريال مايوركا وسيوداد دي مورسيا ونادي ألباسيتي ونادي ألميريا ونادي أودينيزي ونادي ليفانتي وهوراكان.

## وصلات خارجية
- كريستيان دياز (لاعب كرة قدم) على موقع قاعدة بيانات كرة القدم.إي يو (الإنجليزية)
- كريستيان دياز (لاعب كرة قدم) على موقع قاعدة بيانات كرة القدم.إي يو (الإنجليزية)
- كريستيان دياز (لاعب كرة قدم) على موقع قاعدة بيانات كرة القدم.إي يو (الإنجليزية)
- كريستيان دياز (لاعب كرة قدم) على موقع قاعدة بيانات كرة القدم.إي يو (الإنجليزية)
- كريستيان دياز (لاعب كرة قدم) على موقع Soccerway.com (الإنجليزية)